# Мангры Флориды
Экорегион мангровых зарослей Флориды, биома мангровых лесов, включает экосистему вдоль побережья полуострова Флорида и Флорида-Кис. В регионе произрастают четыре основных вида мангровых деревьев: красные мангровые деревья, черные мангровые деревья, белые мангровые деревья и платан (классифицируется как мангровое дерево либо ассоциированное с манграми). Мангровые деревья из-за чувствительности к отрицательным температурам произрастают на юге полуострова, вдоль побережья от мыса Канаверал на востоке вокруг небольших островков и до залива Тампа на западе. Мангровые заросли являются важной средой обитания как молоди рыб, так и для обитания птиц и других прибрежных видов в солоноватой воде.
Хотя ожидается, что изменение климата расширит ареал мангровых зарослей дальше на север, повышение уровня моря, экстремальные погодные условия и другие изменения, связанные с изменением климата, могут поставить под угрозу существующие популяции мангровых зарослей.

## Виды мангровых зарослей Флориды
Экорегион мангровых зарослей Флориды включает три вида мангровых зарослей:

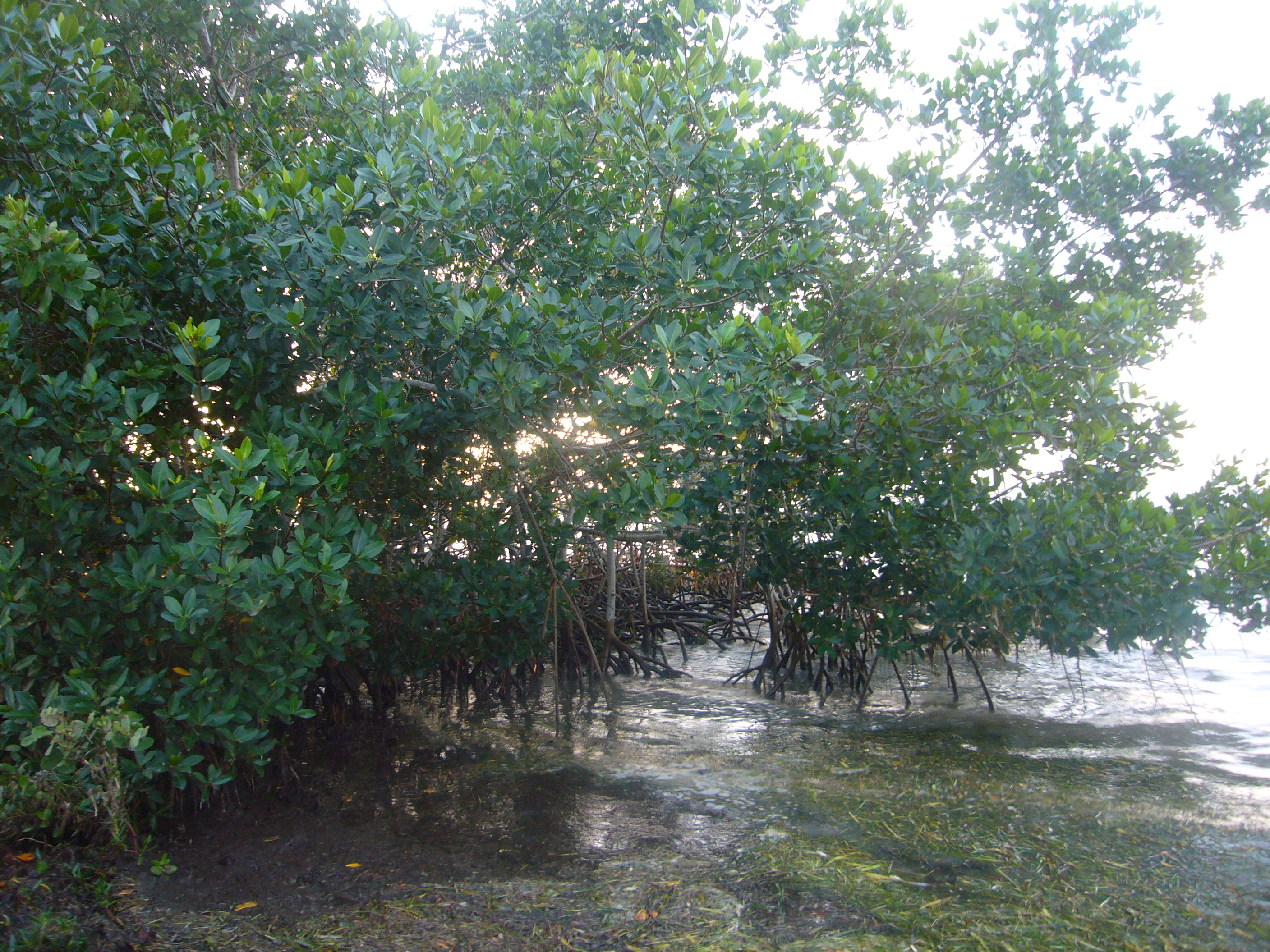
Красное мангровое дерево в Национальном парке Эверглейдс, США

- Rhizophora mangle — красное мангровое дерево

Красные мангровые деревья характеризуются дендритной сетью воздушных опорных корней, уходящих в почву. Это позволяет им жить в анаэробных условиях, обеспечивая газообмен. Они достигают в высоту 25-38 метров, если произрастают в дельтах и 8-10 метров — вдоль береговой линии. Кора снаружи серая, а внутри красная. У этих деревьев также есть маленькие белые цветки, которые опыляются ветром. Семена в форме карандаша, длиной 25-30 см.

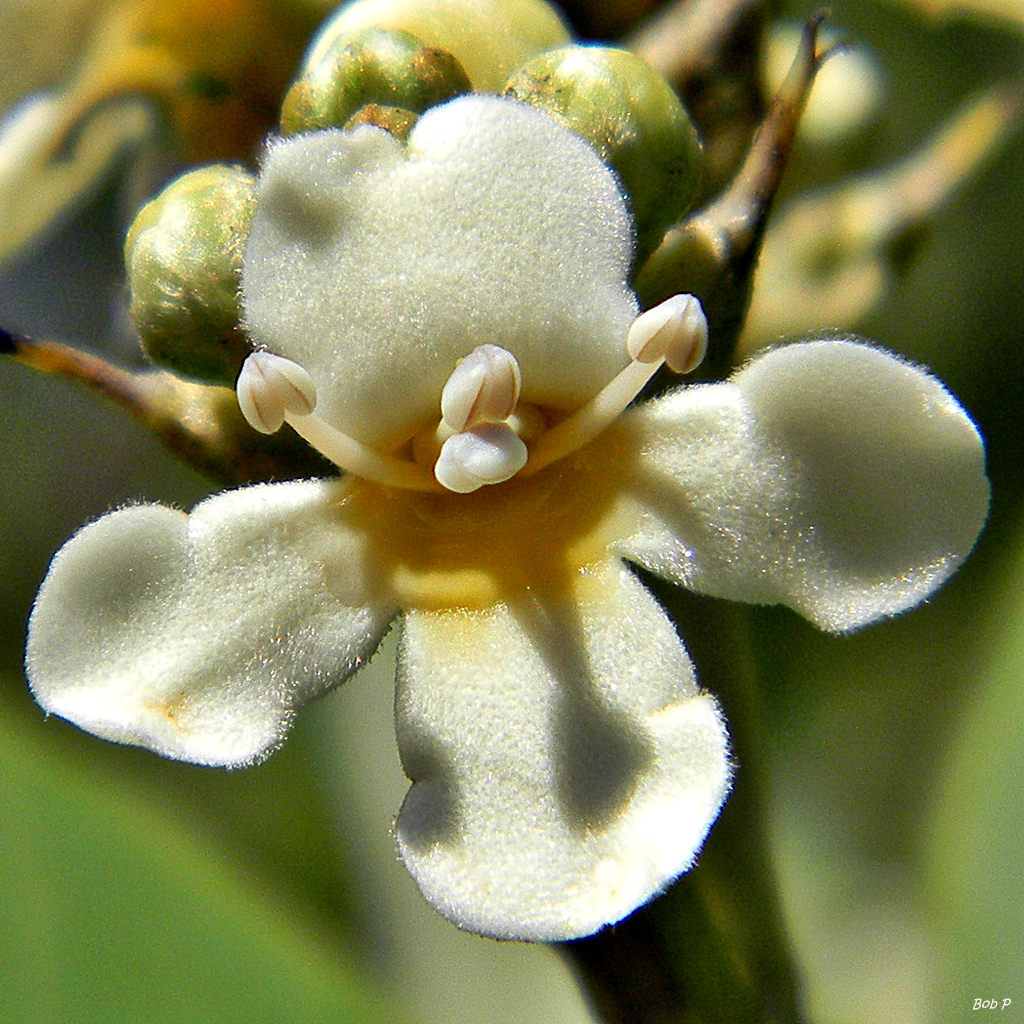
Цветок чёрного мангрового дерева

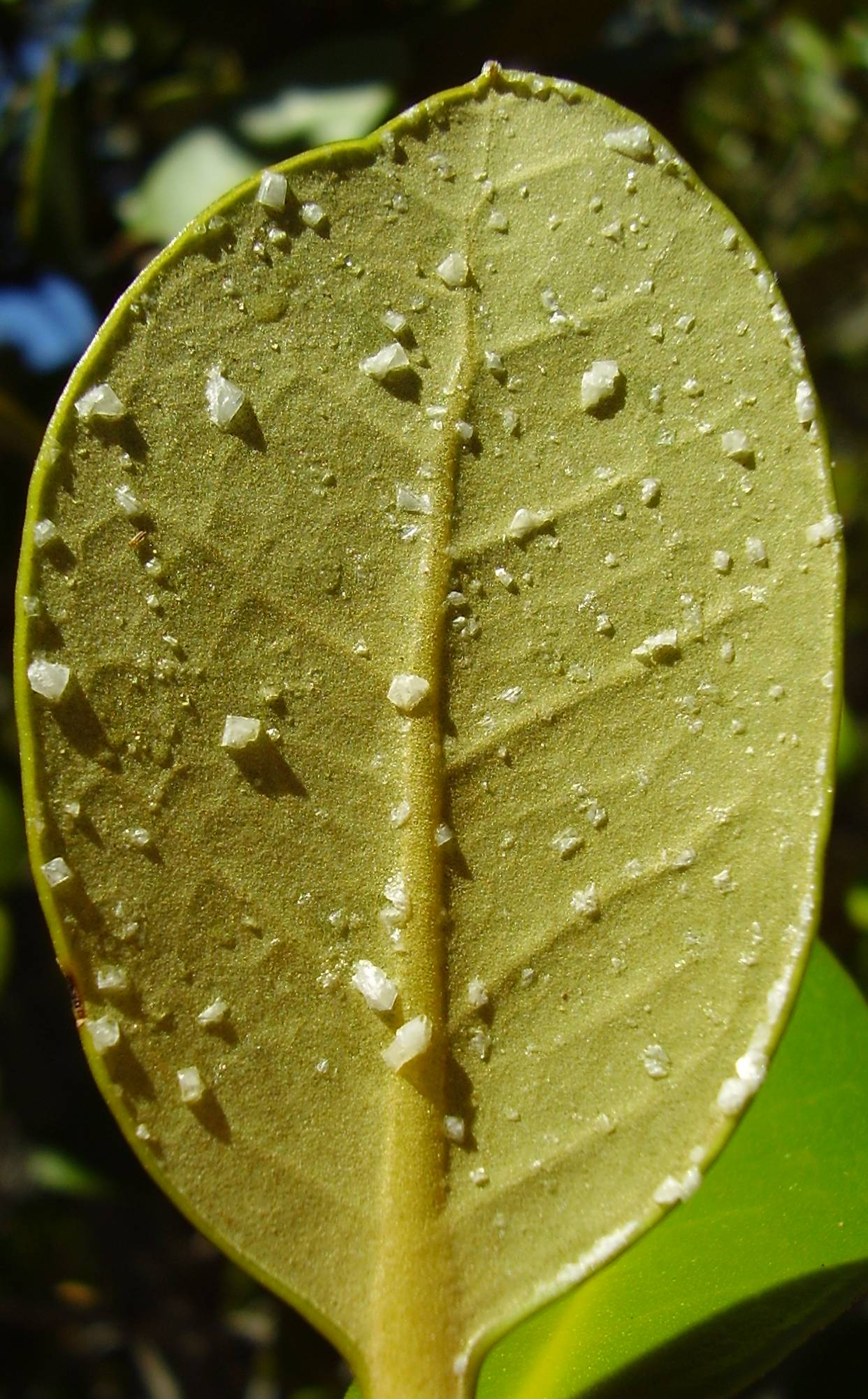
Выделенная соль на нижней стороне листа мангрового дерева

- Avicennia germinans — чёрное мангровое дерево

Чёрные мангровые деревья вырастают в среднем до 20 метров в высоту, максимум — до 41 метра. Для них характерны вертикально расположенные аэрирующие ветви (пневматофоры), возвышающиеся над почвой до 20 сантиметров. Кора темная и чешуйчатая, а верхняя поверхность листьев часто покрыта солью, выделяемой растением. Это дерево имеет белые цветки, симметричные с двух сторон и опыляемые перепончатокрылыми; они являются источником мангрового меда. По форме и размеру семена напоминают ростки лимской фасоли. Молодые чёрные мангровые деревья не переносят тени, но по мере взросления становятся более теневыносливыми.
- Laguncularia racemosa — белое мангровое дерево

Белые мангровые деревья вырастают до 14 метров в высоту и выше и, как правило, имеют более прямостоячую форму, чем другие виды. У них есть прямостоячие пневматофоры с тупым концом, которые используются, если они растут в анаэробных условиях. Кора белая, относительно гладкая, листья овальной формы и приплюснутые. Мелкие желтоватые цветки расположены на концах ветвей. Они могут прорасти в черенки в форме футбольного мяча. Однако этого может и не произойти, если они растут в северной части своего ареала.
- Conocarpus erectus — платан (один вид, который по-разному классифицируется как мангровый или ассоциированный с манграми)

Платаны вырастают от 12 до 14 метров в высоту, но не дают настоящих черенков во Флориде. Крошечные коричневатые цветки расположены на концах ветвей, образуя скопление семян, известное как «пуговица». Эти деревья способны расти в районах, редко затопляемых приливной водой. Две железы расположены на верхушке черешка (стебля листа) и выделяют излишки солей и внецветковый нектар.

## Зонирование
Все три вида мангровых деревьев цветут весной и в начале лета. Опадание черенков происходит с конца лета до начала осени. Эти растения по-разному адаптируются к условиям вдоль побережья и обычно встречаются в частично перекрывающихся полосах или зонах, примерно расположенных параллельно береговой линии. Красное мангровое дерево растёт ближе всего к открытой воде. У него несколько опорных корней, которые могут помочь укрепить почву вокруг его корней. Далее в глубь суши находятся черные мангровые деревья, у которых отсутствуют опорные корни, но есть пневматофоры, которые растут от корней до уровня воды. Белые мангровые деревья растут дальше вглубь суши. Они могут иметь опорные корни и/или пневматофоры, в зависимости от условий, в которых растут. Платан растёт на мелководье с солоноватой водой, на болотах Флориды или на суше (в самой дальней части суши).

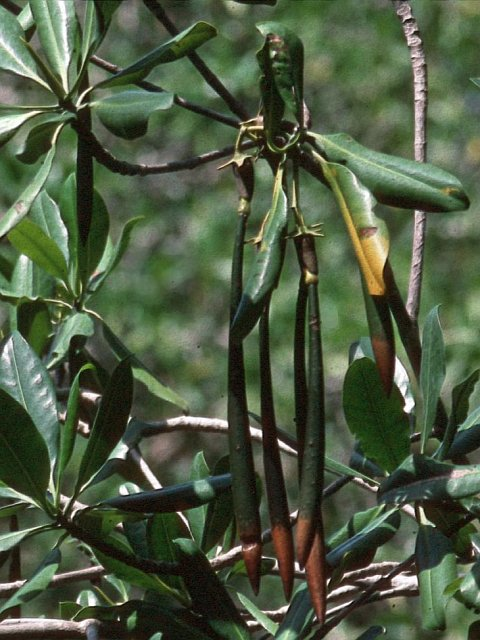
Прикрепленные отростки живородящего мангрового дерева Rhizophora mangle, Браганса, Северная Бразилия

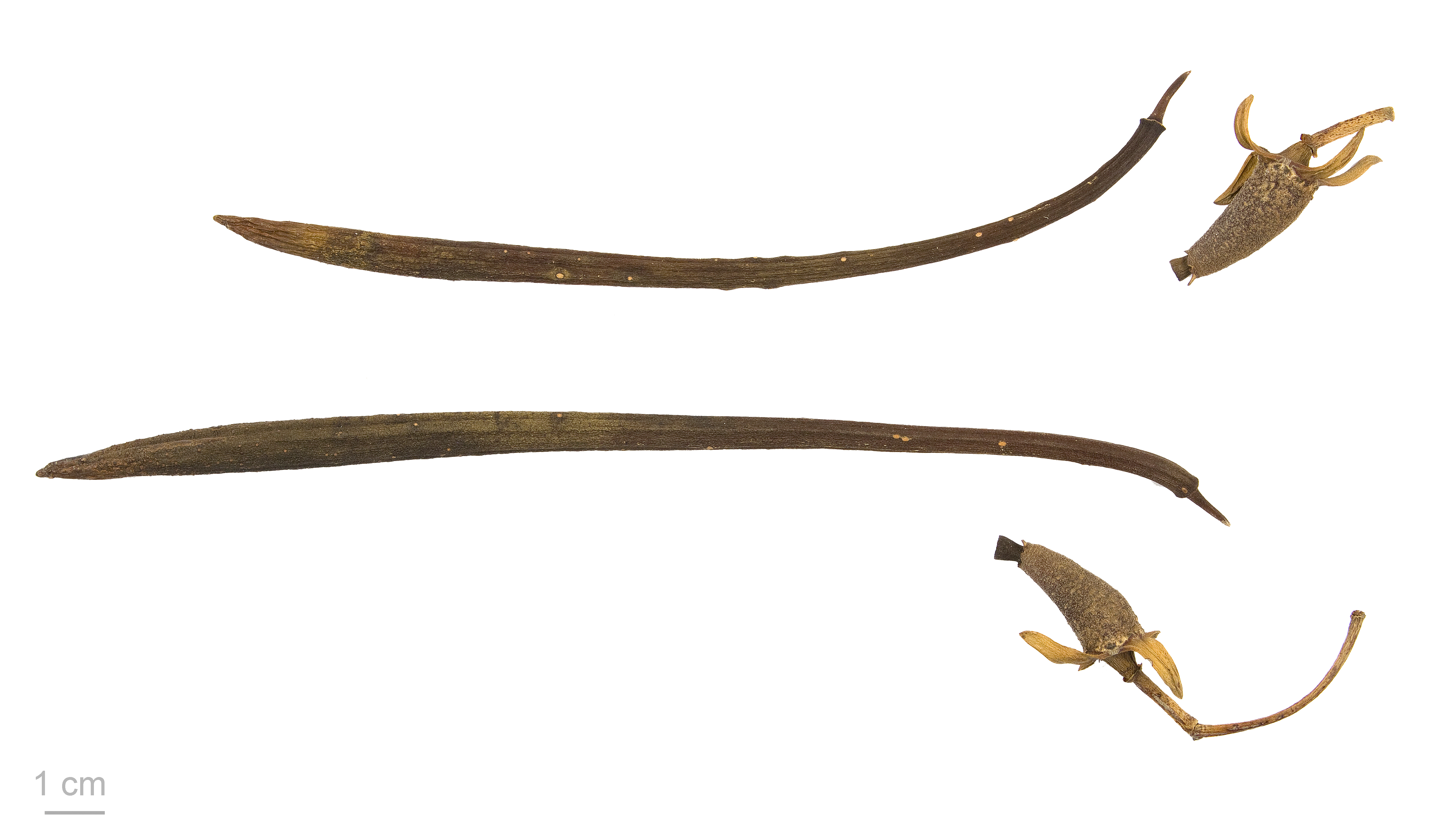
Плоды и побеги красного мангрового дерева

## Репродуктивная стратегия
У мангровых зарослей есть уникальная репродуктивная стратегия для растений. Они "живородящие", то есть вместо спящих семян производят на свет живые молодые побеги. Побеги начинают своё развитие ещё будучи прикрепленными к дереву, и только в соответствующее время попадают в воду. После освобождения от дерева им требуется различное время расселения или «обязательные периоды расселения» (5-40 дней в зависимости от вида), когда продолжается развитие побега. Как только найдено благоприятное место, наступает «посадка на мель», побег закрепляется и начинает расти.

## Распространение
Южную оконечность полуострова Флорида обрамляют крупнейшие сохранившиеся мангровые заросли в континентальной части территории США. Сообщества мангровых растений Флориды занимали в 1981 году во Флориде от 430 000 до 540 000 акров (1,700 to 2,200 km2). Значительны мангровые заросли рек Банана (Banana) и Индиэн (Indian) округа Бревард (Brevard County), а также в пределах Центра космических исследований им. Кеннеди. Мангры также встречаются на южных побережьях штатов Луизиана и Техас. 90 % мангровых зарослей Флориды находятся в южной Флориде. Вокруг входа в порт Эверглейдс (Port Everglades) и в Форт-Лодердейл (Fort Lauderdale) находятся несколько скоплений зарослей ранее гораздо более плотного мангрового леса. Залив Бискейн (Biscayne Bay) в округе Майами Дейд (Miami Dade County) раньше был плотно обрамлён манграми. От большинства из них остались только отдельные заросли, однако на реке Олета (Oleta River), эстуарии на севере округа Майами Дейд, уцелел довольно большой участок мангровых зарослей, которые в настоящее время является зоной отдыха штата. Обширные обрамляющие заросли мангров сохранились в южной части залива Бискейн и Кард-Саунд (Card Sound), а также с подветренной стороны большинства островов Флорида-Кис.
Приблизительно 280 000 акров (1,100 км2) мангровых лесов находятся в руках федерального правительства, правительства штата и местного самоуправления, а также частных некоммерческих организаций. Большая часть этих акров находится в национальном парке «Эверглейдс». Этот биотоп простирается от Кард-Саунд на западе через южную часть округа Майами Дейд до округов Монро (Monroe) и Коллиер (Collier), включая район Кейп-Сейбл (Cape Sable) и район Десяти Тысяч островов на западе. В это сообщество также входит ряд почти исключительно населённых манграми островков, рассыпанных по заливу Флорида (Florida Bay).
Мангровые заросли также простираются на всей территории Флорида-Кис, хотя в связи с застройкой их охват сократился. Флоридский залив усеян небольшими островками, которые часто представляют собой не более чем илистые отмели или отмели, более или менее покрытые мангровыми зарослями. В заливе Бискейн также есть обширные мангровые заросли, но северная часть залива была в значительной степени очищена от мангровых зарослей, чтобы освободить место для городского развития. На западном побережье Флориды есть несколько разрозненных зарослей мангров в эстуариях реки Калусахачи (Calusahatchee) и Шарлотт-Харбор (Charlotte Harbor). Также как и на восточном побережье, раньше они были гораздо более обширны, но стали жертвой развития. Значительные скопления мангров также имеются в заливе Сарасота (Sarasota Bay), заливе Лемон (Lemon Bay), заливе Анны-Марии (Anna Maria Bay) и в эстуарии реки Манати. Мангры залива Тампа тоже были низведены до небольших изолированных зарослей.

### Предпочтительный климат
Мангры — это тропические растения, погибающие от низких температур. Эти деревья могут расти примерно на полпути вверх по побережью полуострова Флорида из-за мягкого зимнего климата и смягчающего воздействия теплых вод Мексиканского залива на западном побережье и Гольфстрима и Атлантического океана на восточном побережье. Сообщество мангровых зарослей Флориды встречается так далеко на север, как Cedar Key на побережье Мексиканского залива во Флориде, и на севере, до залива Понс-Инлет на атлантическом побережье Флориды. Черные мангровые деревья могут вырасти из корней после того, как замёрзнут, и их можно найти немного дальше на север, в Джэксонвилле на восточном побережье и вдоль Florida Panhandle на побережье Мексиканского залива. Большая часть Флориды субтропическая, что делает ее не идеальной для мангровых зарослей, поэтому деревья, как правило, ниже, а листья в северной и центральной Флориде — меньше, чем в тропических регионах. В глубокой южной Флориде и на островах Флорида-Кис тропический климат позволяет мангровым зарослям расти больше из-за отсутствия морозов.

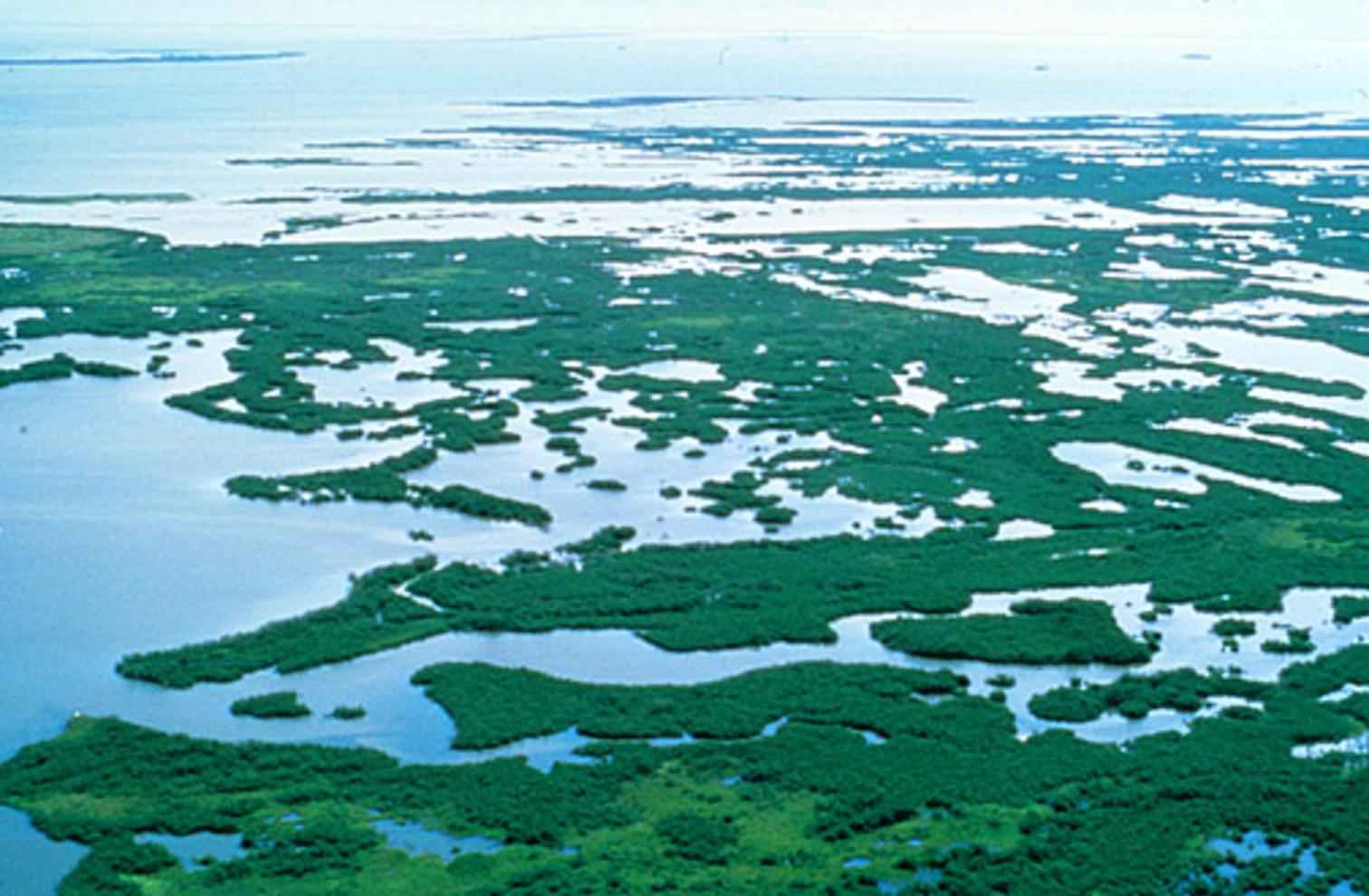
Мангровые болота на побережье Флориды.

### Разрушение среды обитания
Деятельность человека повлияла на экорегион мангровых зарослей Флориды. В то время как площадь мангровых зарослей в конце XX-го века, по оценкам, сократилась всего на 5% по сравнению со столетием ранее, в некоторых местах произошло серьёзное сокращение. Лагуна озера Worth потеряла 87% мангровых зарослей во второй половине XX-го века, оставив лишь 276 акров (1.12 км2). Залив Тампа, где находится оживлённый порт Тампа, в XX веке потерял более 44% своих водно-болотных угодий, включая мангровые заросли и солончаки. Три четверти водно-болотных угодий вдоль лагуны реки Индиан, включая мангровые заросли, были конфискованы для борьбы с комарами в течение XX-го века. По состоянию на 2001 год, на некоторых водно-болотных угодьях восстанавливался естественный сток воды.

## Сопутствующая фауна и флора

### Рыбы
Мангровая система Флориды является важной средой обитания для многих видов. Здесь есть места для выращивания молоди рыб, ракообразных и моллюсков, в том числе и для спортивных и коммерческих целей. В мангровых лесах питаются многие виды рыб, в их числе робало (Centropomus undecimalis), мангровый или серый луциан (Lutjanus griseus), луциан-кахи (Lutjanus apodus), тарпон, ставриды, рыба-овцеголов (Archosargus probatocephalus), красный горбыль (Sciaenops ocellatus), твердоголовый сильверсайд (Atherinomorus stipes), молодь рыбы-ангела (Holocanthus bermudensis), молодь виргинского помпона (Anisotremus virginicus), пятнистый морской конёк (Hippocampus erectus), большая барракуда (Sphryaena barracuda), рогатый кузовок (Lactophrys quadricornis) и круглый помпано (Trachinotus falcatus), а также креветки и моллюски. По оценкам, 75 % промысловой рыбы и 90 % коммерческих видов рыб в южной Флориде зависят от мангровой системы.

### Птицы
Ветви мангровых зарослей служат насестами и лежбищами для прибрежных и болотных птиц, таких как бурый пеликан (Oelicanus occidentalis), розовая колпица (Ajajia ajaia), великолепный фрегат (Fregata magnificens), ушастый баклан (Phalacrocorax carbo), опоясанный зимородок (Megaceryle alcyon), глупая крачка (Anous stolidus), большая белая цапля (Ardea alba), большая голубая цапля (Adrea herodias), скопа (Pandion haliaetus), белая американская цапля (Egretta thula), американская зелёная кваква (Butorides striatus), рыжеватая цапля (Egretta rufescens) и пёстрый улит (Tringa melanoleuca).

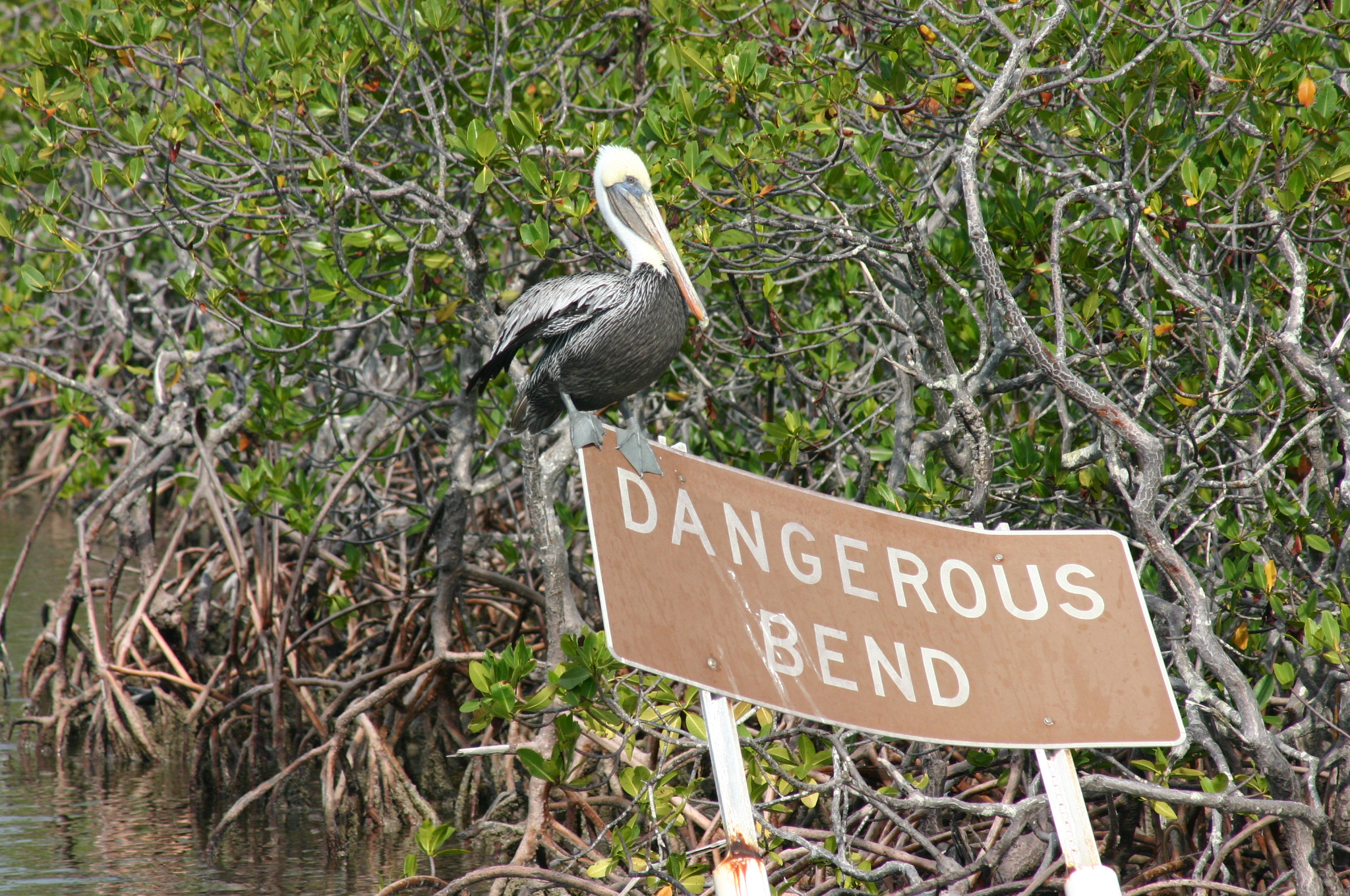
Бурый пеликан

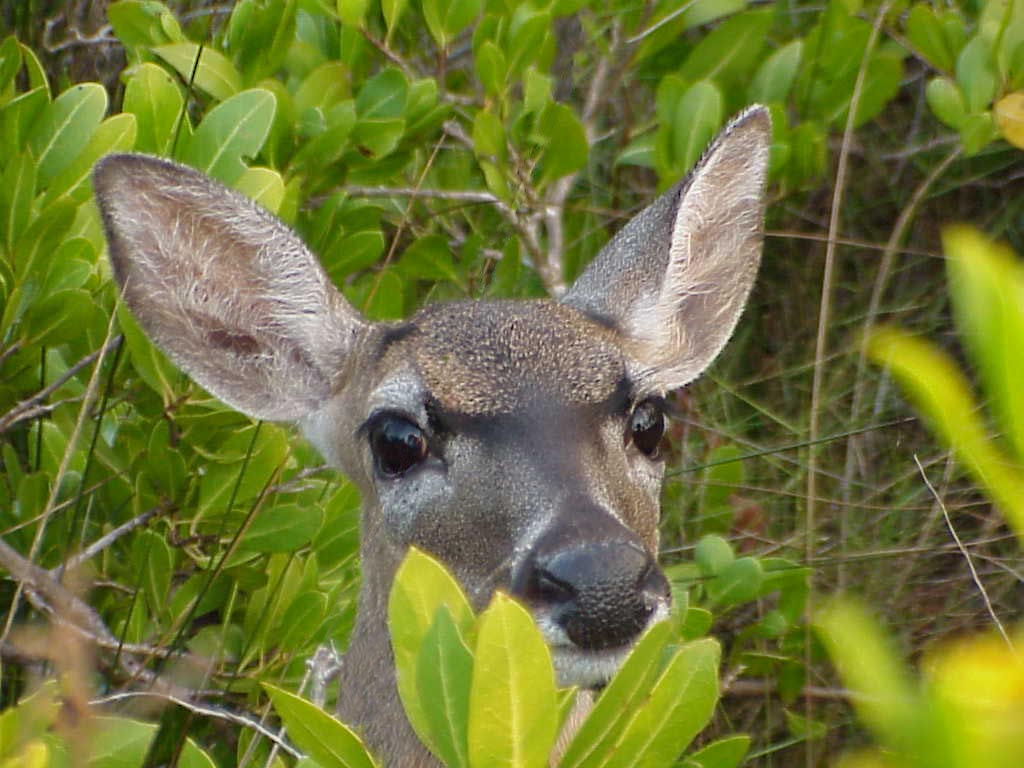
Флоридский островной олень (Odocoileus viginianus clavium)

### Вымирающие виды
Мангровые заросли Флориды также являются домом для следующих исчезающих видов:
- Острорылый крокодил (Crocodylus acutus)
- Жёлтая древесница (Dendroica petechia petechia)
- Восточная индиговая змея (Drymarchon corais)
- Бисса (Eretmochelys imbricata)
- Сапсан (Falco columbarius)
- Южный белоголовый орлан (Haliaeetus leucocephalus leucocephalus)
- Атлантическая ридлея (Lepidochelys kempii)
- Атлантическая солончаковая змея (Nerodia clarkii taeniata)
- Флоридский островной олень (Odocoileus virginianus clavium)
- Гребенчатый пилорыл (Pristis pectinata)
- Обыкновенный ламантин (Trichechus manatus)

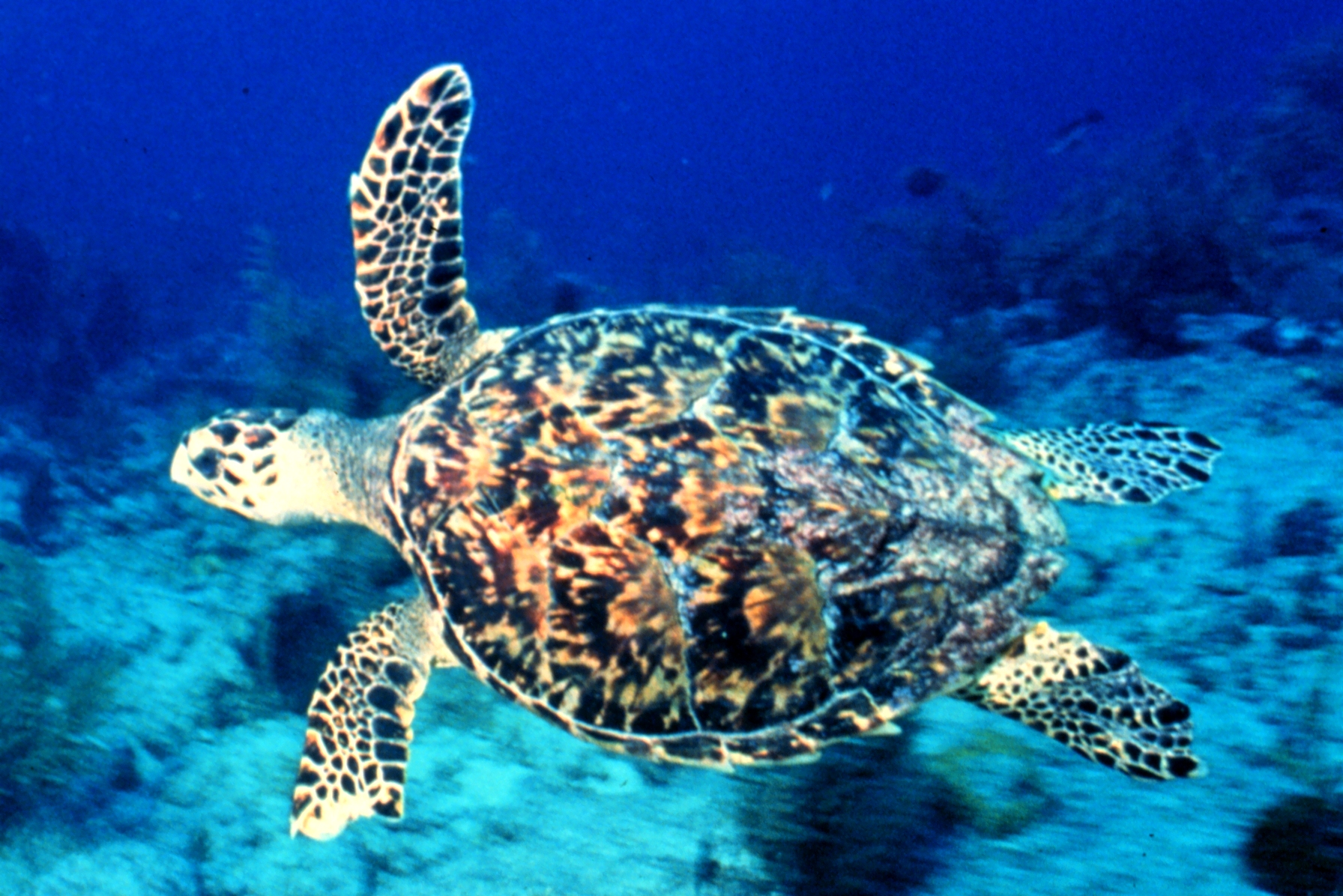
Бисса (Eretmochelys imbricata)

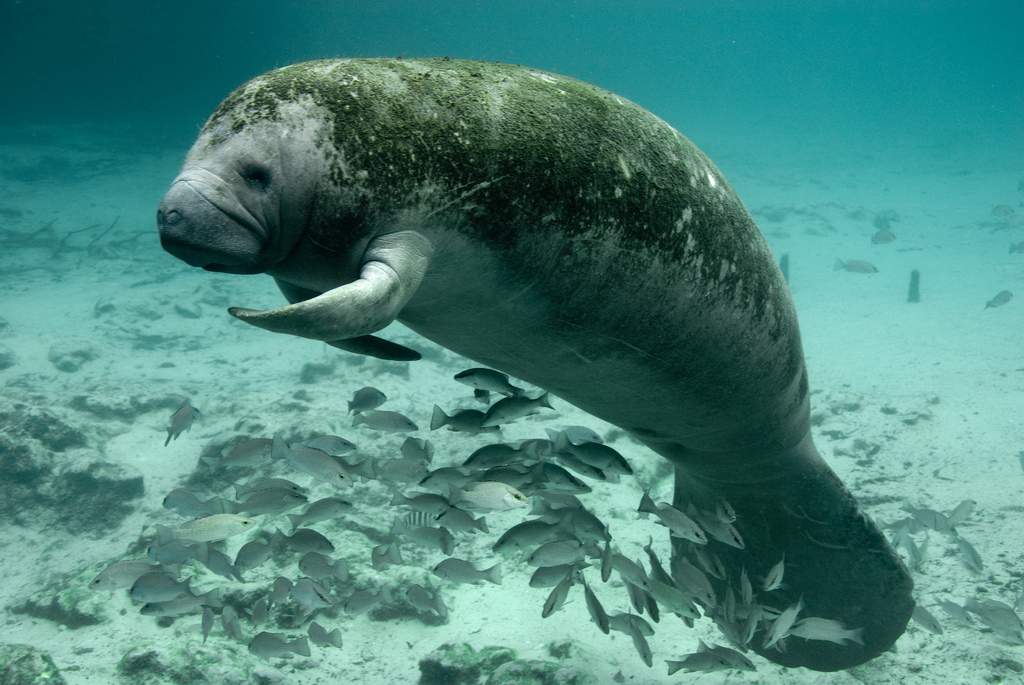
Вымирающий ламантин (Trichechus manatus)

### Другая фауна
Мангровые заросли над водой также служат убежищем для улиток, крабов и пауков. Под поверхностью воды, часто покрытой корнями мангровых деревьев, находятся губки, анемоны, кораллы, устрицы, оболочники, мидии, морские звёзды, крабы и флоридские колючие омары (Panulirus argus).

### Флора
На ветвях и стволах мангровых деревьев находятся различные эпифиты. В подводном пространстве, окружённом раскидистыми мангровыми корнями, могут расти морские травы.

## Последствия изменения климата
Изменение климата — это сложная проблема с многочисленными переменными. Точную степень серьёзности (например, насколько повысятся глобальные температуры) предсказать невозможно. Ещё труднее распознать последствия изменения климата для вида. Несмотря на всю сложность, учёные сформулировали несколько гипотез о влиянии изменения климата на мангровые заросли южной Флориды. Общая гипотеза состоит в том, что мангровые заросли чувствительны к изменению климата, которое повлияет на эту экосистему с помощью трёх основных механизмов: повышение уровня моря, уменьшение количества холодных погодных явлений и усиление силы штормов. Ожидается, что повышение уровня моря повлияет на ареал мангровых зарослей, уменьшение количества холодных погодных явлений позволит ареалу сместиться дальше на север, а увеличение силы штормов, как ожидается, изменит видовой состав и морфологию мангровых зарослей.

### Повышение уровня моря
Между 1870 и 2004 годами нынешнее повышение уровня моря составило примерно 8 дюймов, или 1,46 мм/год и исследования показывают, что с 1940-х годов мангровые заросли на юге Флориды расширили свою территорию на 3,3 километра вглубь суши. Однако это расширение часто происходит за счёт пресноводных болот/болотных местообитаний. Поскольку изменение климата продолжается, это может потенциально негативно повлиять на ресурсы дикой природы, которые зависят от пресноводных местообитаний, а не от мест обитания мангровых зарослей, таких как Эверглейдс. В Пятом оценочном докладе IPCC, который был завершен в 2014 году, в настоящее время прогнозируется повышение уровня моря на 52-98 см к 2100 году. Кроме того, этот отчет часто подвергается критике за недооценку серьезности изменения климата, что делает его еще более вероятным для сценариев умеренного (45 см) или сильного (95 см) подъема моря. Несмотря на то, что мангровые заросли в настоящее время идут в ногу с повышением уровня моря, при темпах, превышающих 2,3 мм/год, существует вероятность разрушения мангровой экосистемы. Эта неудача, возможно, неизбежна для мангровых зарослей, населяющих низменные острова, которые будут затоплены. Ожидается, что в будущем повышение уровня моря ускорится, и уже есть некоторые признаки того, что это начало происходить. Однако есть примеры из прошлого, когда мангровые заросли как разрушались, так и выживали при увеличении уровня моря со скоростью более 2,3 мм/год. Мангровые заросли, расположенные на континентальном побережье, а не на низколежащих островах, менее уязвимы и имеют больше возможностей для освоения новой среды обитания.

### Температурные сдвиги
Мангровые заросли Южной Флориды — это тропические виды, которые ограничены оконечностью полуострова Флорида и Флорида-Кис из-за климатических предпочтений. Верхняя часть Флориды попадает в субтропический климат, препятствующий росту мангровых зарослей из-за холодных погодных явлений, таких как заморозки. Спутниковые снимки за двадцать восемь лет показали, что мангровые заросли сместились на север во Флориде в ответ на менее суровые зимы и менее частые холода. Это проблема помимо повышения уровня моря, которое приведет к перемещению мангровых зарослей вглубь суши, хотя и то, и другое вызвано изменением климата.

### Повышенная сила шторма
В связи с изменением климата ураганы на юге Флориды, по прогнозам, станут более сильными, в результате чего популяции мангровых зарослей станут ниже, деревья меньшего диаметра и будут содержать более высокую долю видов красных мангровых зарослей. Мангровым лесам могут угрожать ураганы, если время возвращения сильных штормов превысит время восстановления зарослей. Кроме того, было показано, что мангровые заросли снижают напор воды при нагонах воды, связанных с цунами, ураганах и т. д., и тем самым защищают береговые линии. Таким образом, утрата мангровых зарослей может нанести ущерб прибрежным общинам, подверженным усилению штормовых нагонов.

### Способы повышения устойчивости
Из-за возможности ускорения подъема уровня моря и увеличения силы штормов в будущем из-за изменения климата мангровые заросли южной Флориды могут оказаться под угрозой. Это имеет последствия не только для мангровых лесов, но и для пресноводных мест обитания, на которые они посягают, а также для людей и других животных, которые зависят как от этих экосистемных ресурсов, так и от защиты. В то время как местные менеджеры мало что могут сделать для предотвращения крупномасштабных изменений, таких как подъем уровня моря и усиление силы штормов, по данным МСОП и The Nature Conservancy, существует десять стратегий, которые землеустроители могут предпринять для повышения жизнеспособности и повышения устойчивости.
Это:
- Применять стратегии распределения рисков для устранения неопределенностей, связанных с изменением климата. (Необходимо защитить ряд мест обитания мангровых зарослей, чтобы охватить различные типы сообществ, чтобы обеспечить их пополнение после стихийных бедствий.)
- Определить и защитить критические области, которые естественным образом способны пережить изменение климата.
- Управление антропогенными нагрузками на мангровые заросли (такими как отходы, осадки и сток питательных веществ из городских районов и развитие человеческого потенциала).
- Создание зеленых поясов и буферных зон для обеспечения миграции мангровых зарослей в ответ на повышение уровня моря, а также для уменьшения воздействия смежных методов землепользования.
- Восстановление деградированных районов, которые продемонстрировали устойчивость к изменению климата.
- Понимать и сохранять взаимосвязь между мангровыми зарослями и источниками пресной воды и отложений, а также между мангровыми зарослями и связанными с ними средами обитания, такими как коралловые рифы и водоросли (мангровые заросли обслуживают системы коралловых рифов и морских водорослей, поэтому их объединение и сохранение помогает другой экосистеме добиться успеха).
- Сбор исходных данных и мониторинг реакции мангровых зарослей на изменение климата.
- Внедрение адаптивные стратегии для компенсации изменений в ареалах видов и условиях окружающей среды (иметь гибкие планы управления).
- Развитие альтернативных источников средств к существованию для сообществ, зависящих от мангровых зарослей, в качестве средства сокращения уничтожения мангровых зарослей (производство древесного угля с использованием скорлупы кокосовых орехов вместо мангровых зарослей и производство мангрового меда).
- Налаживание партнерских отношений с различными заинтересованными сторонами для получения необходимых финансов и поддержки для реагирования на последствия изменения климата[20].